# Luís Sá
Luís Manuel da Silva Viana de Sá GOC (Lubango, 12 de Fevereiro de 1952 – 15 de Outubro de 1999), professor universitário e político português.

## Biografia
Licenciou-se em Direito na Faculdade de Direito da Universidade de Lisboa, fez-se mestre em Ciência Política e doutor em Ciências Sociais no Instituto Superior de Ciências Sociais e Políticas da Universidade Técnica de Lisboa, fazendo parte do júri Adriano Moreira, Narana Coissoró e António de Sousa Lara, obtendo a classificação de Muito Bom.
Estreou-se na política como membro da União dos Estudantes Comunistas, aderindo ao Partido Comunista Português em 1974. Foi membro do Comité Central, de 1983 a 1999. Exerceu funções como adjunto do gabinete do Ministro dos Transportes e Comunicações, nos IV e V Governos Provisórios, e do Ministro das Obras Públicas, no IV Governo Provisório. Depois disso foi membro da Comissão Nacional de Eleições, de 1977 a 1997, deputado ao Parlamento Europeu, em 1994, e deputado à Assembleia da República, de 1991 a 1999. Foi director da revista Poder Local, entre 1977 e 1999.
É autor de uma bibliografia extensa que inclui temas como a soberania e a integração europeia, o poder local e as regiões administrativas, o poder central e suas relações e equilíbrios, o sistema eleitoral português, manuais de ciência política e de direito administrativo.
Leccionou na Universidade Internacional, na Universidade Aberta e na Universidade Lusófona de Humanidades e Tecnologias, onde dirigiu o Departamento de Ciência Política e foi coordenador do mestrado em Ciência Política.
Faleceu em 15 de Outubro de 1999 dum enfarte no seu gabinete de trabalho.
A 9 de Junho de 2000 foi feito Grande-Oficial da Ordem Militar de Nosso Senhor Jesus Cristo a título póstumo.